# Phyxelida irwini
Phyxelida irwini is een spinnensoort uit de familie Phyxelididae. De soort komt voor in Kenia.